# موردكاي
موردكاي (بالإنجليزية: Mortdecai)‏ هو فيلم أكشن وكوميديا أمريكي، من إخراج ديفيد كوب ومن بطولة المخضرم جوني ديب وجوينيث بالترو، صدر الفيلم في يناير 2015.

## القصة
الفيلم يحكي عن تشارلي موردكاي الذي يبحث عن لوحة فنية تحمل كوداً سرياً لبنك مليء بذهب خاص بالنازيين.

## الممثلون
- جوني ديب
- جوينيث بالترو
- إيوان مكريغور
- أوليفيا مون
- بول بيتاني

## وصلات خارجية
- موردكاي على موقع IMDb (الإنجليزية)
- موردكاي على موقع ميتاكريتيك (الإنجليزية)
- موردكاي على موقع الموسوعة البريطانية (الإنجليزية)
- موردكاي على موقع روتن توميتوز (الإنجليزية)
- موردكاي على موقع قاعدة بيانات الأفلام العربية
- موردكاي على موقع ألو سيني (الفرنسية)
- موردكاي على موقع Turner Classic Movies (الإنجليزية)
- موردكاي على موقع أول موفي (الإنجليزية)
- موردكاي على موقع بوكس أوفيس موجو (الإنجليزية)
- موردكاي على موقع فيلمافينيتي (الإسبانية)